# Pomorski Inspektorat Okręgowy Straży Granicznej
Pomorski Inspektorat Okręgowy Straży Granicznej – Inspektorat Okręgowy Nr 2 Straży Granicznej, utworzony został w marcu 1928. Pierwszą siedzibą był Czersk (do 1931), która została później przeniesiona do Bydgoszczy (ul. Ossolińskich 7).

## Formowanie i zmiany organizacyjne
20 czerwca 1927 roku prezes Rady Ministrów Józef Piłsudski delegował na stanowisko naczelnego inspektora Straży Celnej płk. Stefana Pasławskiego z zadaniem gruntownej rekonstrukcji tego organu. Jesienią 1927 dokonano nowego podziału terytorialnego, a minister spraw wojskowych skierował do dyspozycji komendanta SC oficerów przewidzianych do obsadzenia nowo utworzonych stanowisk inspektorów okręgowych. Utworzono pięć nowych inspektoratów okręgowych, w tym między innymi Pomorski Inspektorat Okręgowy Straży Celnej, z którego w prostej linii wywodzi się Pomorski Inspektorat Okręgowy Straży Granicznej. Kierownikiem inspektoratu mianowano mjr. Józefa Jończyka, a siedzibą inspektoratu był Czersk. 
Rozporządzeniem Prezydenta Rzeczypospolitej Polskiej Ignacego Mościckiego z 22 marca 1928 roku, do ochrony północnej, zachodniej i południowej granicy państwa, a w szczególności do ich ochrony celnej, powoływano z dniem 2 kwietnia 1928 roku  Straż Graniczną.
Rozkazem nr 2 z 19 kwietnia 1928 roku w sprawach organizacji Pomorskiego Inspektoratu Okręgowego dowódca Straży Granicznej gen. bryg. Stefan Pasławski zatwierdził dyslokację, granice i strukturę inspektoratu okręgowego.
W styczniu 1830 roku nastąpiła reorganizacja Pomorskiego Inspektoratu Okręgowego SG. Nie zmieniała ona liczebności jednostek granicznych. Pięciu inspektoratom granicznym podporządkowano 22 komisariaty, którym z kolei podlegało 114 placówek w tym 40 II linii, oraz 19 posterunków granicznych. Inspektorat ten liczył wówczas 951 oficerów i szeregowych.
Rozkazem nr 2 z 4 czerwca 1932 roku w sprawach reorganizacji Pomorskiego Inspektoratu Okręgowego komendant Straży Granicznej płk Jan Jur-Gorzechowski utworzył placówkę II linii „Toruń”.
Rozkazem nr 2 z 8 września 1938 roku w sprawie terminologii odnośnie władz i jednostek organizacyjnych formacji, dowódca Straży Granicznej płk Jan Gorzechowski nakazał zmienić nazwę Pomorskiego Inspektoratu Okręgowego Straży Granicznej na Pomorski Okręg Straży Granicznej, dotychczasowy inspektorat okręgowy przemianował na komendę okręgu i wprowadził tytuł komendanta okręgu w miejsce dotychczasowego kierownika.

## Granice i obszar
Pomorski Inspektorat Okręgowy Straży Granicznej obejmował odcinek granicy o długości 737 km:
- na północy granicę polsko-niemiecką do styku granicy z Mazowieckim Inspektoratem Okręgowym od m. Wielki Wełcz (wyłącznie),
- granicę z Wolnym Miastem Gdańsk i 145 km granicy morskiej
- granicę polsko-niemiecką od zachodu do styku granicy z Wielkopolskim Inspektoratem Okręgowym w m. Kalina (włącznie).

## Kierownicy/komendanci inspektoratu
| stopień      | imię i nazwisko       | okres pełnienia służby  | kolejne stanowisko            |
| ------------ | --------------------- | ----------------------- | ----------------------------- |
| major        | Józef Zończyk Bohusz  | 1927 - 8 XI 1928        | wykładowca w CWK w Grudziądzu |
| inspektor    | Wiktor Dunin-Wąsowicz | XII 1928 – VIII 1937    | do Policji Państwowej         |
| inspektor    | Karol Bacz            | 18 VII 1937 – 19 X 1938 | kierownik ŚIOSG               |
| nadinspektor | Wacław Szpilczyński   | 19 X 1938 – 30 VI 1939  | Ekspozytura UC w Gdańsku      |
| inspektor    | Bernard Miller        | 22 VI 1939 -            |                               |

## Struktura organizacyjna

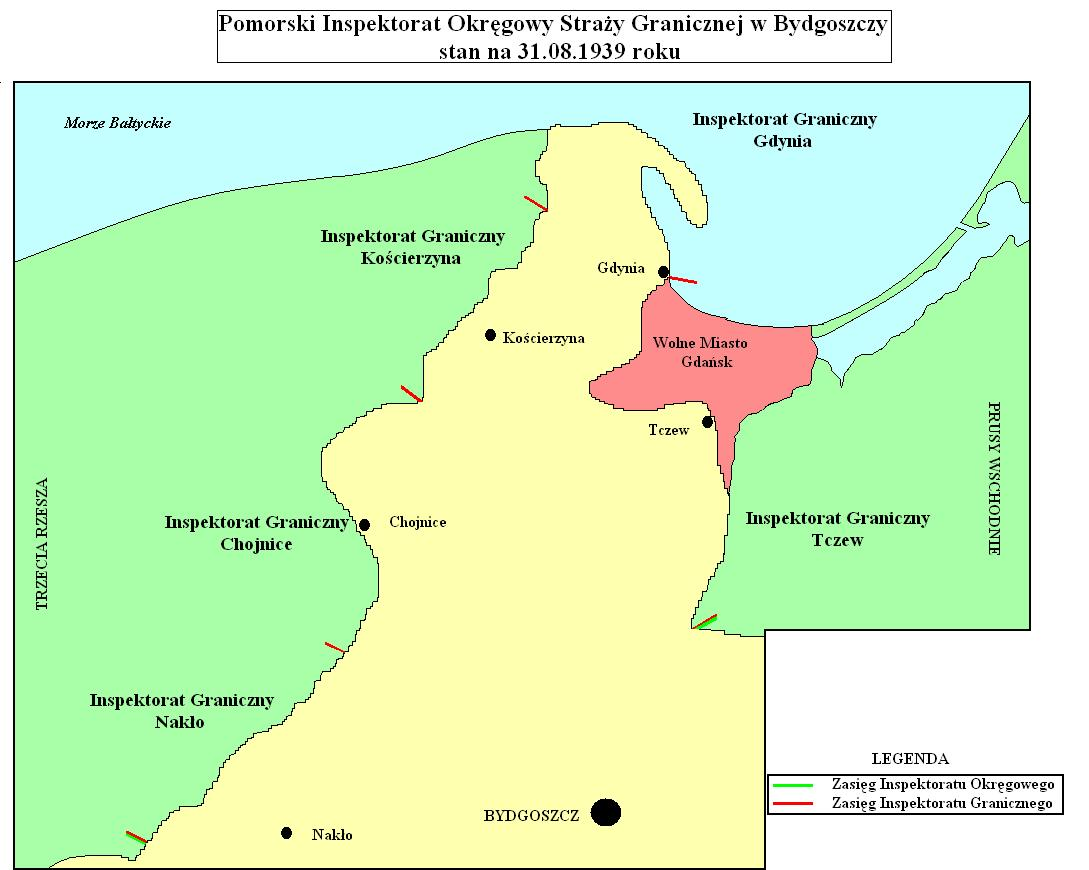

Organizacja inspektoratu w  1928:
- Komenda − Czersk
- Inspektorat Graniczny nr 4 Tczew
- Inspektorat Graniczny nr 5 Gdynia
- Inspektorat Graniczny nr 6 Kościerzyna
- Inspektorat Graniczny nr 7 Chojnice
- Inspektorat Graniczny nr 8 Nakło nad Notecią

Organizacja inspektoratu w 1936:
Inspektorat składał się z 5 Inspektoratów granicznych, 22 komisariatów i 115 placówek.
- Inspektorat Graniczny nr 4 (Tczew)
- Inspektorat Graniczny nr 5 (Gdynia)
- Inspektorat Graniczny nr 6 (Kościerzyna)
- Inspektorat Graniczny nr 7 (Chojnice)
- Inspektorat Graniczny nr 8 (Nakło)